# Маркиан (полководец)
Маркиан (лат. Marcianus, ср.-греч. Μαρκιανός) — византийский полководец, племянник императора Юстина II, участник подавления восстания сыновей афро-римского вождя Куцины и Ирано-византийской войны 572—591 годов. Патрикий.

## Биография
Маркиан происходил из знати, будучи родственником Юстина II. Впервые он появляется в источниках в 563 году, когда после убийства византийским наместником Иоанном Рогатином вождя Куцины в Мавретании поднялось восстание берберов-нумидийцев, и император Юстиниан I направил его разобраться с мятежниками. Маркиану удалось заключить с ними мир. В 570—572 годах Маркиан имел должность полководца вблизи владений Гассанидов. Когда царь последних аль-Мунзир III ибн аль-Харис запросил золото за свою помощь в борьбе против Лахмидов, однако император Юстин II отказался, возмутившись этой просьбе, и задумал убить его. Он предложил царю прибыть к Маркиану за золотом, а самому Маркиану направил письма с задачей убить аль-Мунзира. По ошибке канцелярии второе письмо попало к царю Гассанидов, который разозлился и отказался выступать против персов в начавшейся войне.
Для защиты Сирии византийцы в основном полагались на Гассанидов, в связи с чем после отказа последних сражаться на их стороне один из флангов империи оказался фактически неприкрытым. После начала войны в 572 году Юстин II даровал племяннику титул патрикия и назначил главнокомандующим на восточной границе. Не имея достаточно сил, он был вынужден лишь совершать незначительные набеги на приграничные земли иранцев. Тогда, согласно Феодору, под его командованием была лишь тысяча бойцов, с которой он форсировал Евфрат и отправился к Осроене. Первое крупное сражение произошло лишь весной, когда Маркиан столкнулся с сасанидскими войсками близ крепости Саргаф. В сражении погибло 1207 человек, из них лишь семеро византийцев, и ещё 20 персов попало в плен. Затем Маркиан взял в осаду крепость Фебеф, но безуспешно, после чего, повинуясь воле императора, напал на крепость Нисибис, главный пограничный оплот персидской армии.